# Chilemutilla atacama
Chilemutilla atacama  (лат.) — вид ночных ос-немок рода Chilemutilla из подсемейства Sphaeropthalminae. Эндемик Чили (Quebrada La Pino, Копьяпо, Bahia Inglesa, область Атакама). Длина тела 5,5 мм. Голова, мезосома, 1-й, 6-й и 7-й матасомальные сегменты коричневато-оранжевые, другие сегменты метасомы тёмно-коричневые или чёрные; ноги желтоватые. Оцеллии крупные. Птеростигма в 3,5 раза длиннее своей максимальной ширины. Вид был описан в 2007 году панамскими энтомологами Роберто Камброй (Roberto Cambra) и Диомедесом Куинтеро (Diomedes Quintero, Museo de Invertebrados G. B. Fairchild, Universidad de Panama, Панама). Видовое название — atacama, происходит от названия чилийской провинции Атакама, в которой были собраны типовые экземпляры нового вида.